# Trestonia albilatera
Trestonia albilatera är en skalbaggsart som först beskrevs av Francis Polkinghorne Pascoe 1859.  Trestonia albilatera ingår i släktet Trestonia och familjen långhorningar. Inga underarter finns listade i Catalogue of Life.